# Фуџифилм
Фуџифилм (јап. Fujifirumu Kabushiki Kaisha) је јапанска компанија позната по фотографском филму и камерама. Установљена је 20. јануара 1934. у Јапану.
Фуџифилм је био познат по својим фотографским филмовима у зеленим кутијама. Данас је све више заступљена дигитална фотографија, па су компаније опустиле или смањиле производњу обичних фото-апарата и фотофилмова. Фуџи је била и прва јапанска компанија која је 1956. развила електронски рачунар - Фуџик